# Лонжеронна рама

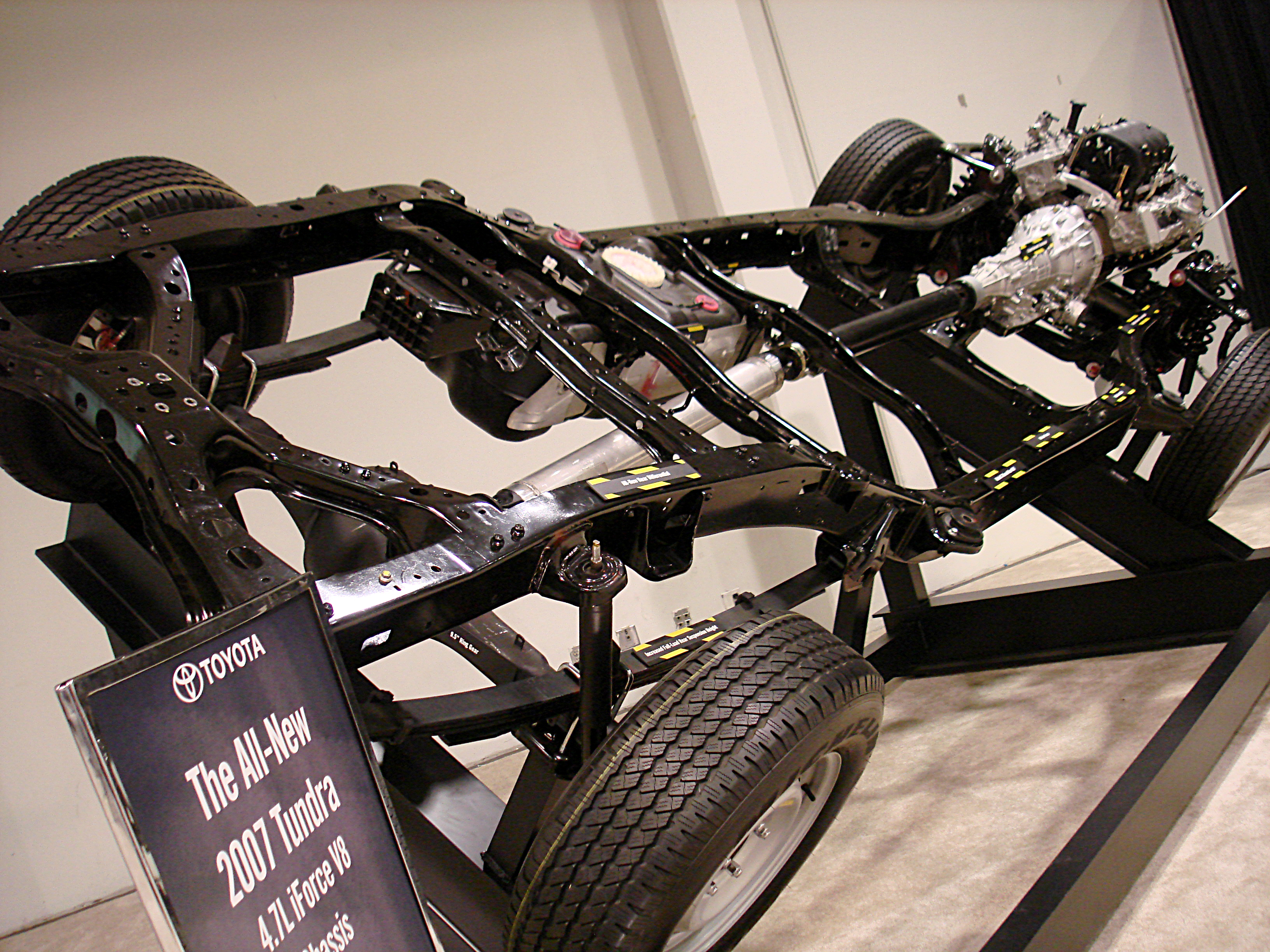
Лонжеронна рама Toyota Tundra 2007 року випуску з двигуном, приводом, підвіскою та колесами автомобіля.

Лонжеронна рама — це традиційний метод конструкції автомобіля, за якого окремий кузов або туристичний автобус встановлюється на міцну та відносно жорстку раму або шасі транспортного засобу, що несе силовий агрегат (двигун і міст), до якого прикріплені колеса та їх підвіска, гальма, і рульове управління встановлені. У той час як це був оригінальний метод будівництва автомобілів, конструкція кузова на рамі зараз використовується в основному для пікапів, великих позашляховиків і важких вантажівок.